# Vadász Endre

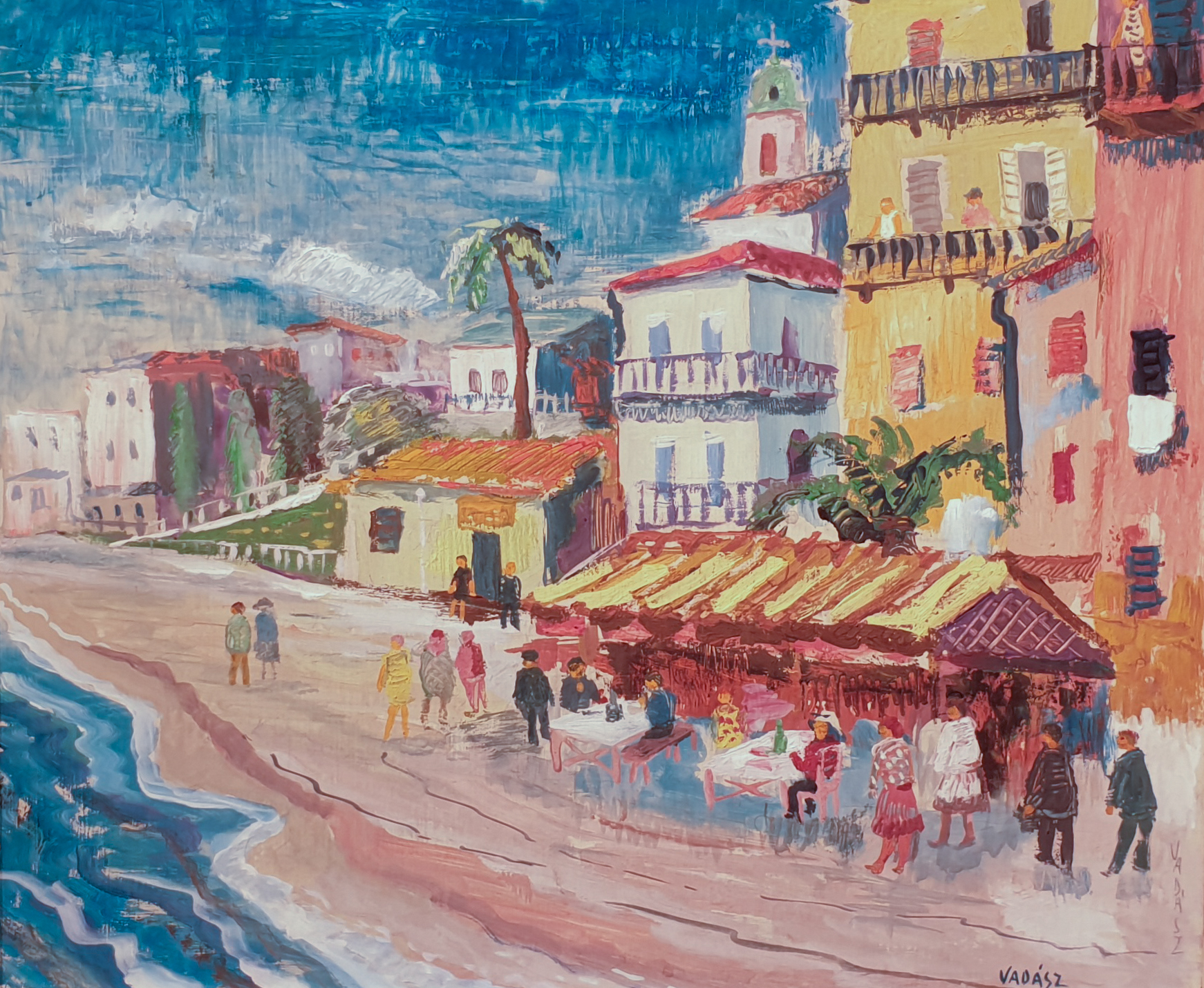
Mediterrán tengerpart

Vadász Endre (Szeged, 1901. február 28. – Gödöllő, 1944. június 3.) festőművész, grafikus.

## Élete és munkássága
Szegedi zsidó polgári családban született, édesapja Vadász (Weisz) Simon Sándor terménykereskedő, édesanyja Kohn Ilona volt. Endre, a középső fiuk, már tizenhét éves korában karikatúraalbumot rajzolt. A szegedi reálgimnáziumban érettségizett. 1918–19-ben Heller Ödönnél, a szegedi képzőművészeti szabadiskolában tanult. Később Fényes Adolfnál, majd a Képzőművészeti Főiskolán Glatz Oszkár osztályában tanult. Mesterei voltak még Zádor István és Olgyai Viktor.
1926-27 nyarán Mohácson vezetett főiskolai tábort, ahol is nagy hatással van rá a színes mohácsi népviselet és a dunai táj. Varázslatos festményei ezt az idillt örökítik meg. Itt ismerkedett meg Valentin Györgyivel, akit 1928-ban feleségül vett. Kardos Albert meghívására Debrecenbe költöztek, ahol az Izraelita Gimnázium rajztanára lett.
1933 és 1935 között Nagybányán festett. Gyakori résztvevője volt a Munkácsy-céh, a Szinyei Merse Pál Társaság, az Ernst Múzeum kiállításainak, de részt vett a velencei biennálékon, a Magyar Rézkarcoló Művészek Egyesülete európai és amerikai csoporttárlatain Oslótól Chicagóig, Londontól Clevelandig. Olaj- és temperaképei, akvarelljei, finom vonalú rézkarcai, folthatásokra épített metszetei egyre népszerűbbek  kerültek. Számos ex librist is alkotott. Az 1920-as években Olaszországban, majd 1929-ben a Nemes Marcell-féle utazási ösztöndíjjal Párizsban tett tanulmányutat. Itt találkozott a későbbi műveire nagy hatást gyakorló japán fametszetekkel. 1929-ben a barcelonai világkiállításon I. díjat nyert.
1936-ban költöztek Budapestre. Számos kiállításon vett részt és sok díjat is nyert. 1937-ben pedig a Tamás Galéria rendezett gyűjteményes kiállítást műveiből. Elsősorban rézkarcai, fa- és linóleummetszetei híresek, de tempera- és olajfestményeket is készített. 1937-ben Elek Artúr a Magyar Művészetben jelentetett meg elemző tanulmányt Az újabb magyar grafikai művészet címmel, amiben magasra értékelte Vadász Endre művészetét. Több önálló albuma jelent meg. 1940 elején festményeivel részt vett „A magyar művészetért” mozgalom Horthy Miklós kormányzó által megnyitott kiállításán az Andrássy úti Régi Műcsarnokban.
A második világháború közeledtével műveiben is érezhetővé vált szorongásélménye, halálfélelme. 1944. június 3-án, amikor megtudta, hogy feleségének másnap a budapesti gettóba kell vonulnia, a gödöllői munkaszolgálatos táborban öngyilkos lett, mint ahogy felesége is.

## Utóélete
Gál György Sándor írta róla: „Vadász Endre képei nem sorolhatók semmiféle iskolához. Egy festő boldog álomlátásai ezek. Kivételes tehetség, nagy festő volt. És bátor ember.”
1971-ben a szegedi Móra Ferenc Múzeum rendezett kiállítást munkássága tiszteletére, majd 1982-ben a Magyar Nemzeti Galériában rendezték meg emlékkiállítását. Számos képe a Déri Múzeumban található, Debrecenben.